# سیارک ۲۰۰

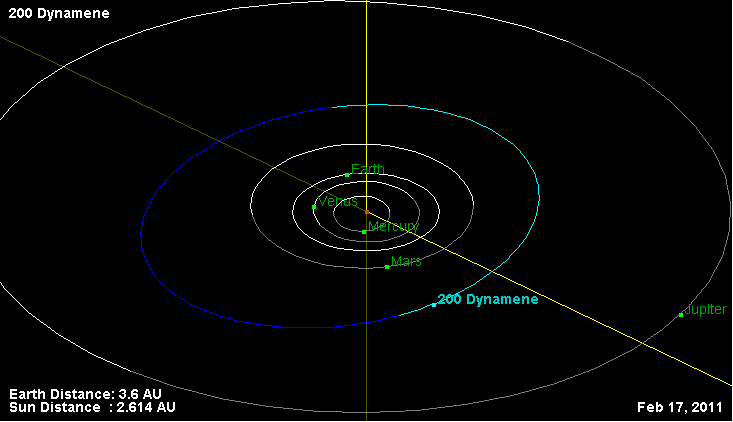
نمایی از محل قرارگیری سیارک ۲۰۰ در مدار - ۲۰۱۱

سیارک ۲۰۰ (به انگلیسی: 200 Dynamene) دویستمین سیارک کشف شده‌است که در ۲۷ ژوئیه ۱۸۷۹ کشف شد.
قدر مطلق سیارک برابر ۸٫۲۶ است.